# Brewers Association
La Brewers Association (BA) es una asociación comercial estadounidense que cuenta con más de 7200 cerveceras, cerveceras en planificación, proveedores, distribuidores, cervecerías artesanales y personas con interés en la promoción de la cerveza artesanal y su elaboración casera.

## Historia
La BA se constituyó en 2005 a través de la fusión de la Asociación de Cerveceras dirigida por el famoso cervecero Charlie Papazian y la Asociación de Cerveceras de América, con el objetivo de "promover y proteger las pequeñas cerveceras estadounidenses independientes, sus cervezas artesanales y la comunidad de entusiastas de la cerveza".
Dos de los programas más importantes apoyados por la BA son la Asociación Estadounidense de Cerveceras Caseros (AHA) y el Festival anual Gran American Beer (GABF). El actual presidente y CEO es Bob Pease. La American Homebrewers Association fue fundada por el expresidente de BA, Charlie Papazian.

## American Homebrewers Association
La American Homebrewers Association es una división de la Brewers Association centrada en fábricas artesanas de cerveza, sidra e hidromiel. La AHA fue fundada en 1978 por Charlie Papazian en Boulder, Colorado. La AHA organiza el concurso de cerveza artesanal más grande del mundo así como varios eventos de cerveza artesanal en los Estados Unidos y Canadá. Gary Glass es el actual director. La AHA publica la revista Zymurgy seis veces al año para sus 47.000 miembros.
Cada año, la AHA organiza los siguientes eventos: 
- Concurso nacional de cerveza casera
- Homebrew Con (anteriormente conocido como National Homebrewers Conference) que incluye las finales de la National Homebrew Competition, que se celebra la tercera semana de junio
- Big Brew, que se celebra el primer sábado de mayo
- Mead Day, que se celebra el primer sábado de agosto
- Learn to Homebrew Day, que se celebra el primer sábado de noviembre

### Premio Ninkasi
El Premio Ninkasi es un premio otorgado por la American Homebrewers Association a la cervecera que obtiene la mayor cantidad de puntos en la ronda final de la National Homebrew Competition, que tiene lugar en la National Homebrewers Conference. Los puntos se obtienen de las cervezas de la empresa que  resultan ganadoras en las 23 categorías de cerveza y correspondientes categorías de hidromiel y sidra . Como mínimo 2 puntos (1 colocación de bronce) deben provenir de una cerveza ganadora. 
El Premio Ninkasi recibe su nombre en honor a Ninkasi, la diosa sumeria de la cerveza.

#### Ganadores pasados
- 1992 - Steve y Christina Daniel
- 1993 - Walter Dobrowsky
- 1994 - Michael Byers
- 1995 - Rhett Rebold
- 1996 - Tom Bergman y Chas Peterson
- 1997 - George Fix
- 1998 - Art Beall
- 1999 - Tom Plunkard
- 2000 - Joe Formanek
- 2001 - Brian Cole
- 2002 - Curt Hausam
- 2003 - Curt Hausam
- 2004 - Jamil Zainasheff
- 2005 - Paul Long
- 2006 - Joe Formanek
- 2007 - Jamil Zainasheff
- 2008 - Gordon Strong
- 2009 - Gordon Strong
- 2010 - Gordon Strong
- 2011 - Paul Sangster[6]
- 2012 - Mark Schoppe
- 2013 - David Barber[7]
- 2014 - Jeremy Voeltz[8]
- 2015 - Mark Schoppe[9]
- 2016 - Derrick Flippin
- 2017 - Jeff Poirot y Nicholas McCoy[9]

## Brewers Publications
Brewers Publications se inició en 1986 y se publica en con el apoyo de la Brewers Association. El primer libro publicado por Brewers Publications fue Brewing Lager Beer: The Most Comprehensive Book for Home- and Microbreweries del difunto Greg Noonan. 